# 牛鈕
參數所指定的目標頁面不存在，建議更正成存在頁面或直接建立下列一個頁面（建立前請先搜尋是否有合適的存在頁面可以取代）：
- 牛鈕 (康熙進士)

牛鈕（穆麟德轉寫：Nionio；1651年12月13日—1652年3月9日），清朝顺治帝的长子。
顺治八年（1651年）十一月初一日出生，生母為庶妃巴氏。满语中，他的名字牛鈕 （页面存档备份，存于）意为眼珠或宝贝孩子。顺治九年（1652年）正月三十日，三個月大的牛鈕夭折，無谥号、追封。